# Rätans kraftverk
Rätans kraftverk är ett vattenkraftverk i Ljungan. Verket ligger utanför Rätan i södra Jämtland.